# Aeschynanthus pulcher
Aeschynanthus pulcher là một loài thực vật có hoa trong họ Tai voi. Loài này được (Blume) G.Don mô tả khoa học đầu tiên năm 1837.

## Hình ảnh

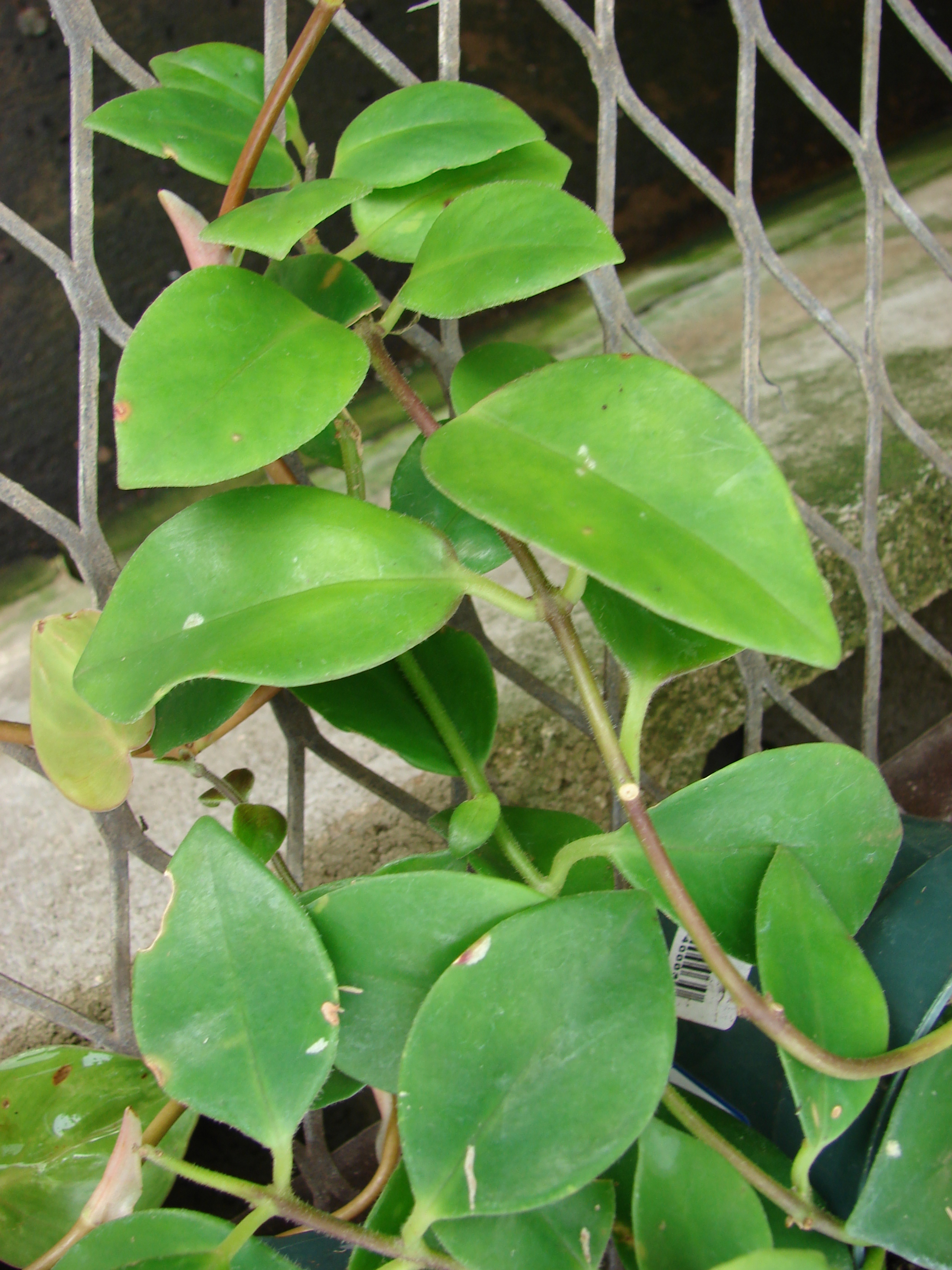